# Corte do Clã Imperial
A Corte do Clã Imperial ou Tribunal do Clã Imperial era uma instituição responsável por todos os assuntos relativos à família imperial durante as dinastias Ming e Qing da China Imperial.  Esta instituição também existiu durante a Dinastia Nguyễn do Vietnã, onde administrava assuntos relativos ao Clã Nguyễn Phúc. 
Estabelecido em 1389 pelo Imperador Hongwu, foi baseado em instituições anteriores como a "Corte do Clã Imperial" (宗正寺, Zōngzhèng Sì) das dinastias Tang e Song e o "Escritório do Clã Imperial" (太宗正院, Tài Zōngzhèng Yuàn) da dinastia Yuan.  Durante a dinastia Ming, a Corte era gerida pelo Ministério dos Ritos; durante a dinastia Qing, estava fora da burocracia regular.  Em ambas as dinastias, a Corte era composta por membros do clã imperial.  Os membros dos clãs imperiais que cometiam crimes não eram julgados pelo sistema legal regular.  Os membros do clã imperial Qing foram registrados sob os Oito Estandartes, mas ainda estavam sob a jurisdição do Tribunal do Clã Imperial.  A Corte utilizou relatórios regulares sobre nascimentos, casamentos e mortes para compilar a genealogia do clã imperial (玉牒, Yùdié).  A genealogia imperial foi revisada 28 vezes durante a dinastia Qing. 